# Lateinschule (Weißenburg)

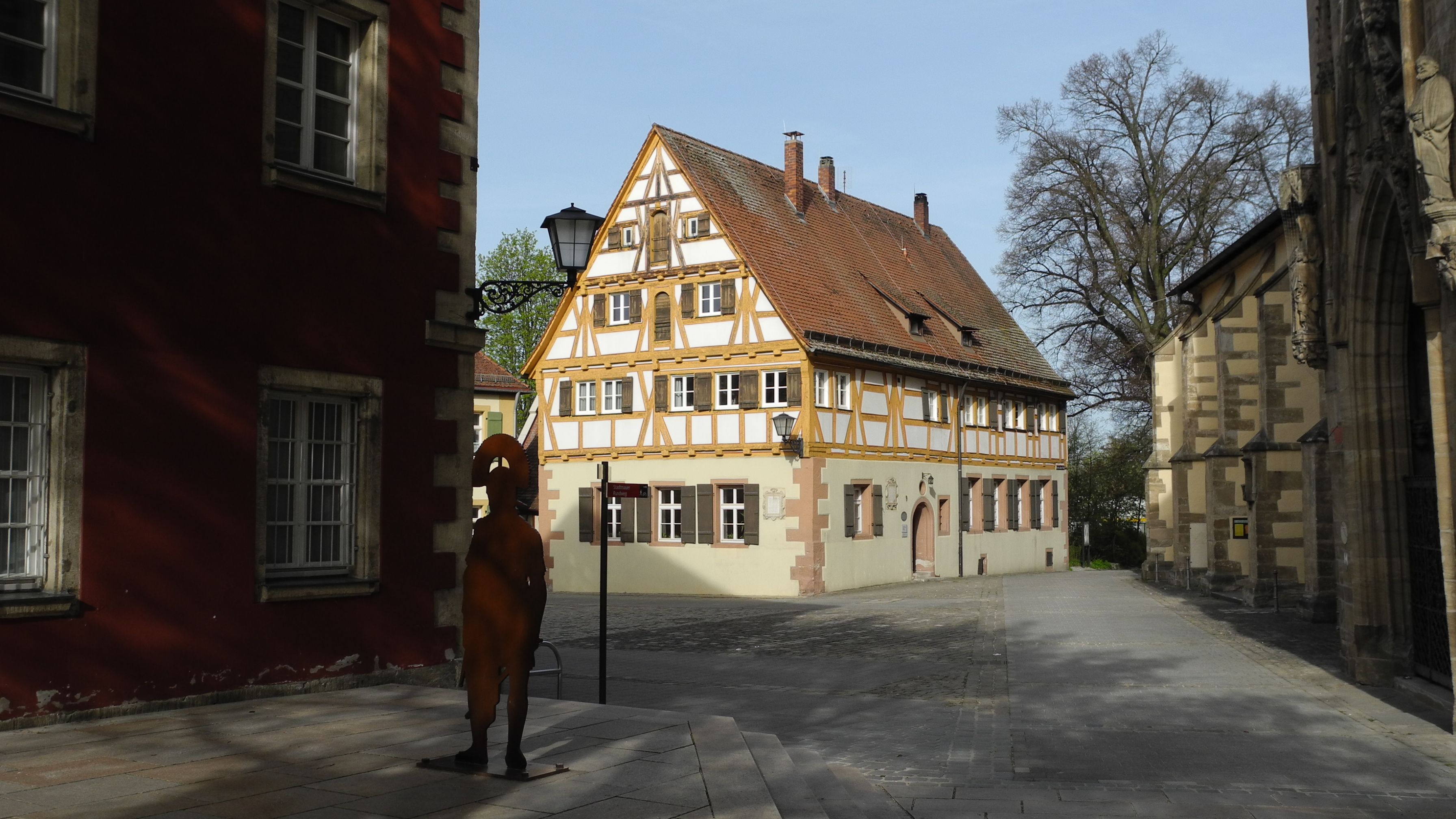
Fachwerk der Alten Lateinschule

Der wohl berühmteste Rektor der Lateinschule: Johann Alexander Döderlein

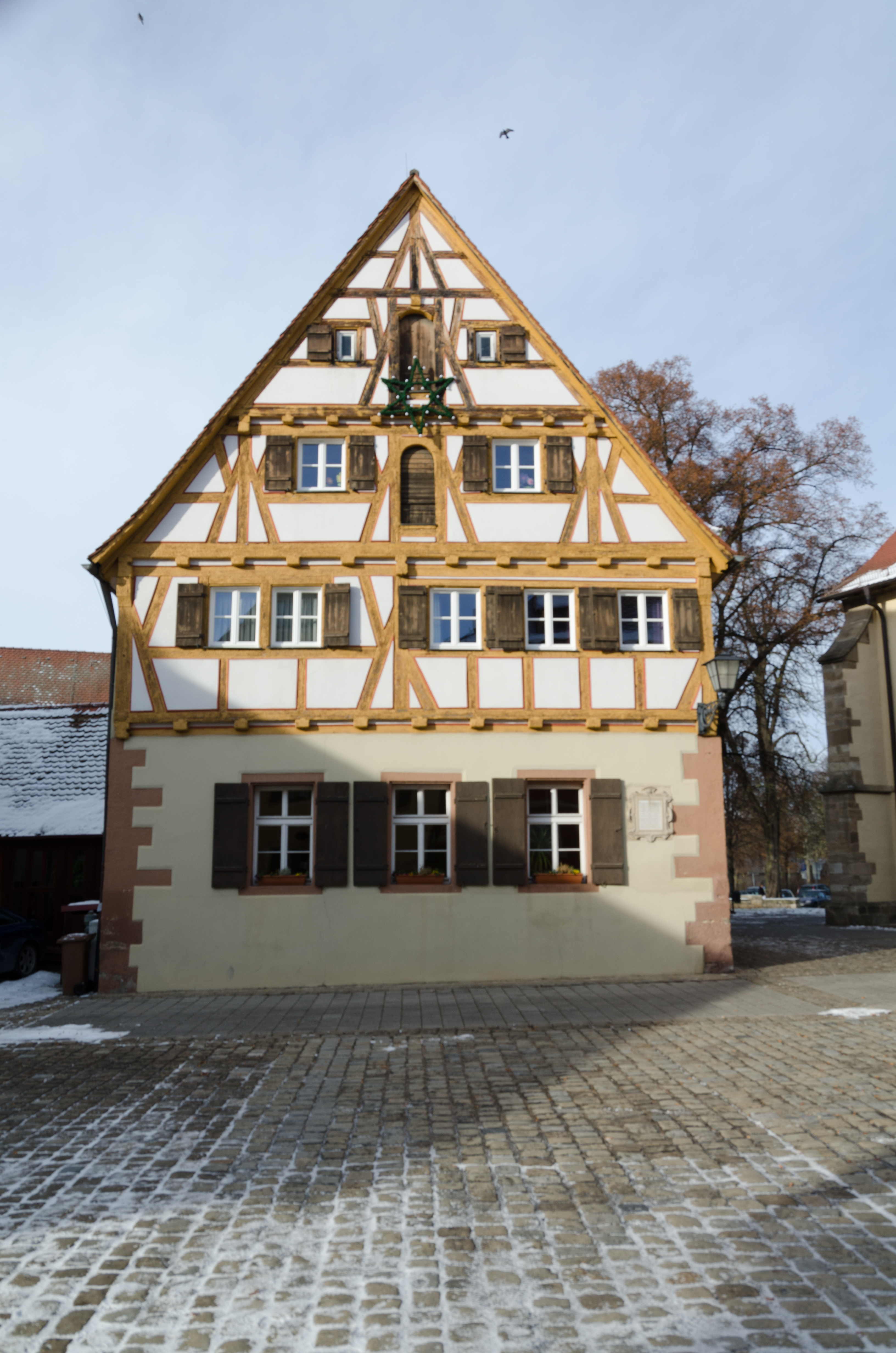
Das Gebäude im Winter 2012

Die heute als Alte Lateinschule bezeichnete Schule war die Lateinschule im Rentamt von Weißenburg am Sand, dem heutigen Weißenburg in Bayern, einer Großen Kreisstadt im mittelfränkischen Landkreis Weißenburg-Gunzenhausen. Das Gebäude mit der Adresse Martin-Luther-Platz 9 ist unter der Nummer D-5-77-177-279 als Baudenkmal in die Bayerische Denkmalliste des Bayerischen Landesamts für Denkmalpflege eingetragen. Die Schüler wurden dort bis zur Hochschulreife geführt. Aus der Schule ging das heutige Werner-von-Siemens-Gymnasium hervor.

## Lage
Das Gebäude befindet sich innerhalb der denkmalgeschützten Altstadt Weißenburgs am Martin-Luther-Platz schräg gegenüber der Stadtkirche St. Andreas unweit der Rosenstraße und dem Platz Am Hof.

## Geschichte
Das Gebäude wurde 1580 bis 1581 während der Renaissance als Neubau im Bereich des alten Friedhofs erbaut. Philipp Melanchthon gab wahrscheinlich 1530 bei einem seiner Besuche den Anstoß für den Bau der Lateinschule. Zuvor befand sich hier eine Katharinenkapelle. Es ist das zweite Gotteshaus in Weißenburg nach der Karmeliterkirche gewesen, welches seinem ursprünglichen Zweck entfremdet wurde.
In den 1680er Jahren wurde der Theologe Georg Michael Preu hier unterrichtet. 1646 war der spätere Astronom und Mathematiker Johann Christoph Sturm ein Schüler der Schule. Ab 1622 war Georg Raumer im protestantischen Weißenburg Schüler, um seinen protestantischen Glauben zu behalten. Johann Alexander Döderlein war ab 1703 über 40 Jahre lang Rektor der Lateinschule. Sein Vorgänger war Georg Michael Nuding. In der ersten Hälfte des 18. Jahrhunderts erwarben hier die Kinder der Musikerfamilie Forstmeyer ihre Schulbildung, darunter Georg Christian, Andreas Ehrenfried und David Andreas jun. Darüber hinaus beispielsweise der Numismatiker Johann Tobias Köhler. Bis 1739 war in den Räumlichkeiten der Schule die Ratsbibliothek untergebracht.
1806 wurde die Schule geschlossen. Von 1896 bis 1899 befand sich die Stadtbibliothek Weißenburg in dem Gebäude. Heute ist es ein Teil des Evangelischen Gemeindezentrums.

## Baubeschreibung
Der zweigeschossige Fachwerkbau hat einen zweifach vorkragenden Ostgiebel sowie ein Satteldach. Die Renaissancefarbgebungen wurden wiederhergestellt. Am Gebäude sind Inschriftentafeln in lateinischer Schrift angebracht. An der Traufseite befindet sich ein zeittypisches rundbogenes Portal.